# Distrito de Colcabamba (Huaraz)
El distrito de Colcabamba es uno de los doce distritos de la provincia de Huaraz, ubicado en el departamento de Áncash, en el Perú. Limita por el norte con el distrito de Pariacoto; por el este con el distrito de La Libertad, y por el suroeste con el distrito de Pampas.

## Toponimia
El nombre de este distrito deriva de la voces del quechua ancashino: qullqa ( depósito, almacén) y de pampa ( llanura, planicie); en síntesis,  llanura del depósito. Este topónimo nombra además otros dos distritos en sendos departamentos de Perú. Como también aparecen caseríos o exhaciendas que llevan el aludido nombrador de lugar.

## Historia
El distrito fue creado el 31 de octubre de 1941 mediante Ley n. º 9422, en el primer gobierno del presidente Manuel Prado Ugarteche.

## Geografía
Tiene una población estimada mayor a 200 habitantes. Su capital es el centro poblado de Colcabamba.

## Autoridades

### Municipales
- 2011 - 2014[2]
  - Alcalde: Joaquín Armando Ramírez Alvino, del Partido Aprista Peruano (PAP).
  - Regidores: Damaso Ramírez Orellana (PAP), Miguel Torrez García (PAP), Lis Maximina Carbajal Torres (PAP), Noemí Aurora Torres Rodríguez (PAP), Heder Antonio Paredes Chinchay (Movimiento Acción Nacionalista Peruano).

### Religiosas
- Obispo de Huaraz: Mons. José Eduardo Velásquez Tarazona (2004 - )

## Festividades
- Semana Santa.
- Señor de la Soledad.
- Fiestas Patrias : a cargo de los capitanes de la tarde que con donaciones de pobladores y residentes en Lima realizan la fiesta desde el 27 de julio al 31 de julio.

## Galería

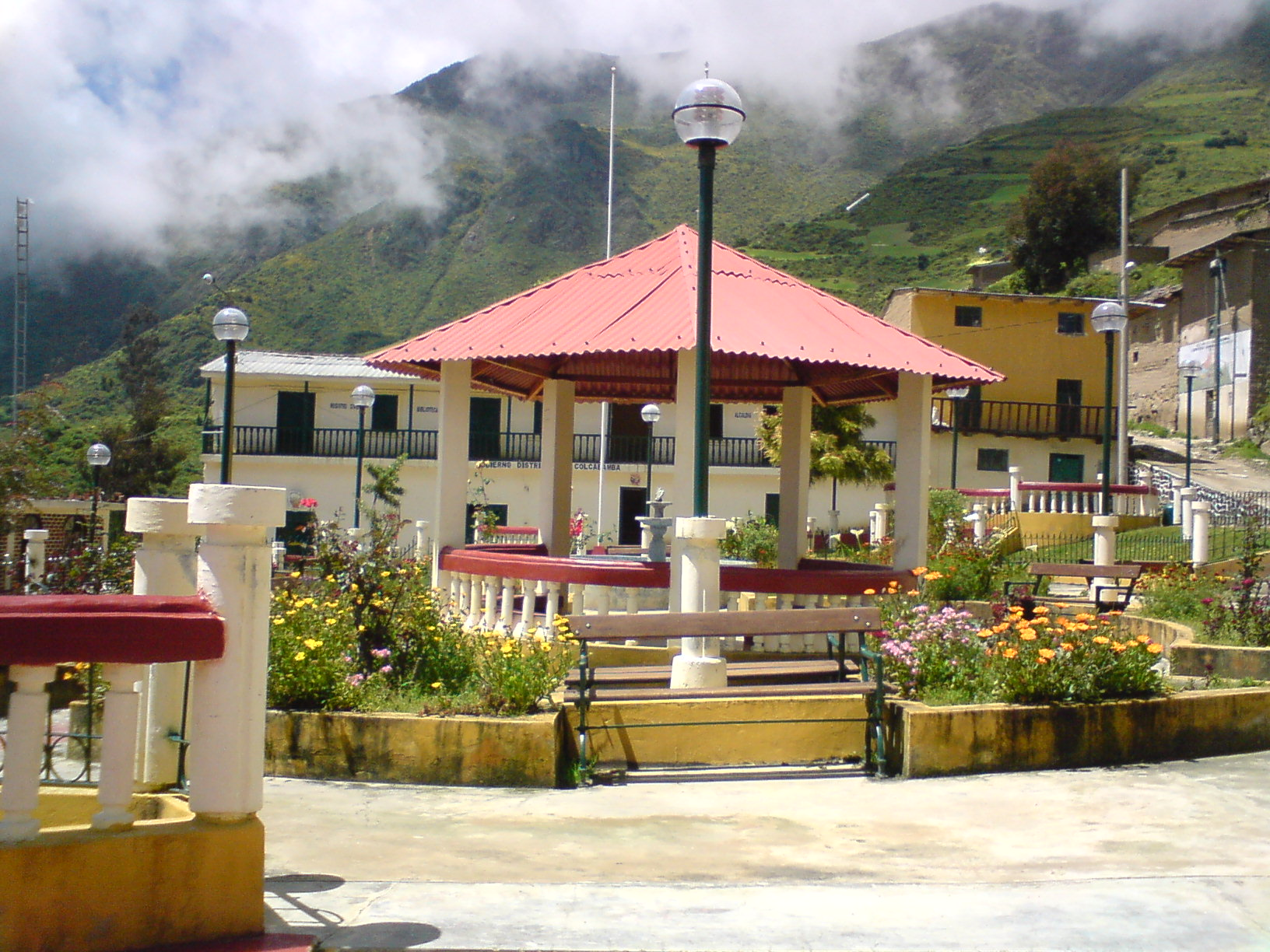
Plazuela de Colcabamba
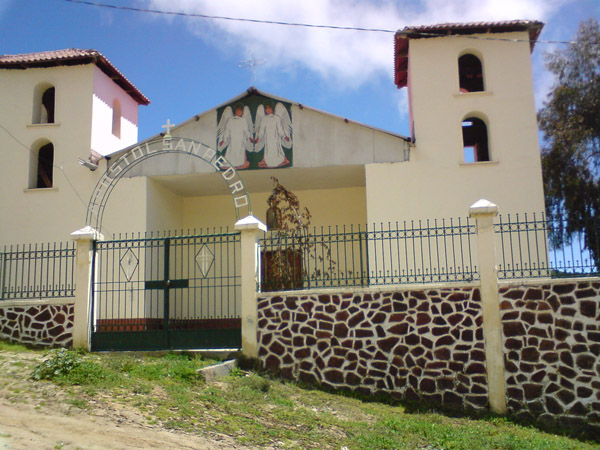
Iglesia de Colcabamba
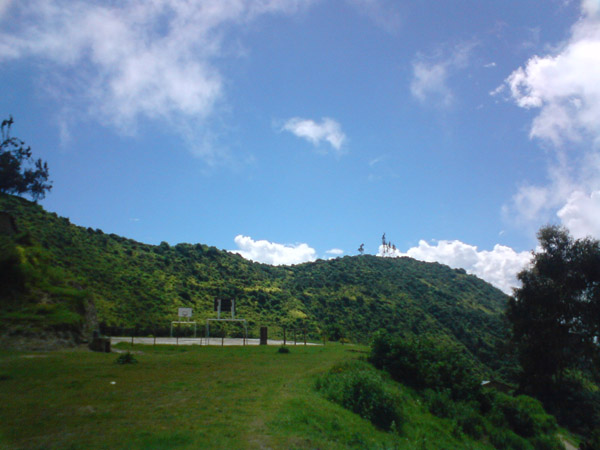
Campo deportivo de Colcabamba
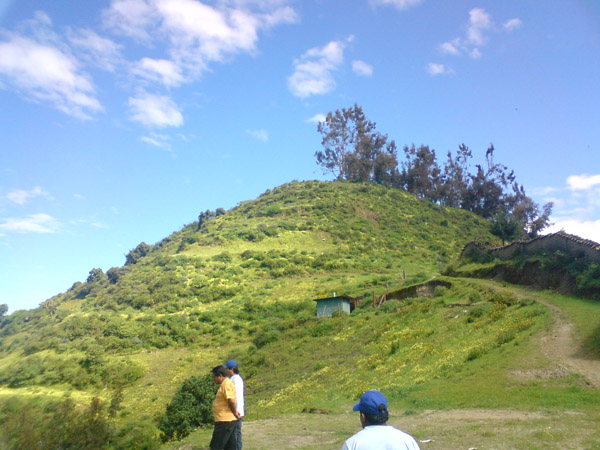
Alameda de Canny
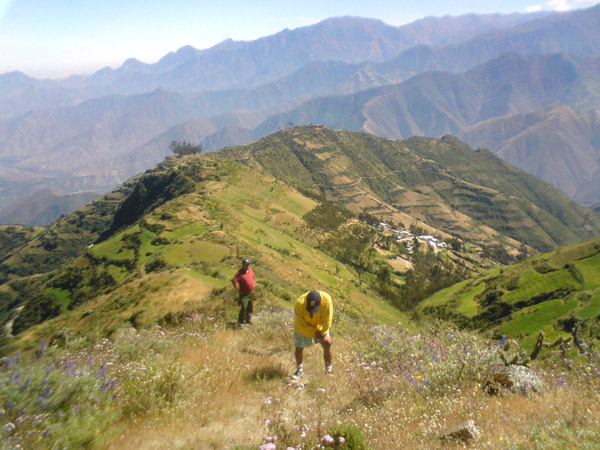
Vista panorámica